# Sanogasta minuta
Sanogasta minuta là một loài nhện trong họ Anyphaenidae.
Loài này thuộc chi Sanogasta. Sanogasta minuta được Eugen von Keyserling miêu tả năm 1891.